# Zasada identyczności przedmiotów nierozróżnialnych
Zasada identyczności przedmiotów nierozróżnialnych (łac. principium identitatis indiscernibilium) – teza ontologiczna stwierdzająca, że jeśli dane obiekty, indywidua, zbiory, etc. mają wszystkie własności wspólne, to są one identyczne (stanowią ten sam obiekt, indywiduum, zbiór, etc.). Za twórcę zasady identyczności przedmiotów nierozróżnialnych uważa się filozofa niemieckiego Gottfrieda Wilhelma Leibniza i opatruje niekiedy jego nazwiskiem.
Zasada ta przyczynia się do dowodzenia szeregu twierdzeń o identyczności. Stoi ona jednak w sprzeczności z matematycznym twierdzenie o Brzydkim Kaczątku, zgodnie z którym dowolne dwa obiekty, o ile tylko są odróżnialne, są do siebie równie podobne.  

## Sformułowanie
Dla każdego x i y, jeżeli x i y mają te same właściwości, wtedy x jest identyczny z y.
{\displaystyle \forall x\forall y[\forall P(Px\leftrightarrow Py)\rightarrow x=y]}
Dla każdego x i y, jeżeli x nie jest identyczny z y, wtedy istnieje właściwość różniąca x od y.
{\displaystyle \forall x\forall y[x\neq y\rightarrow \neg \forall P(Px\leftrightarrow Py)]}